# Championnats d'Afrique de pétanque 2024
Navigation
Édition précédente
La 9e édition des Championnats d'Afrique de pétanque se déroule à Marrakech au Maroc du 6 au 9 juin 2024.

## Podiums
Les résultats sont les suivants : 

### Hommes
| Épreuve                 | Or                  | Argent          | Bronze                        |
| ----------------------- | ------------------- | --------------- | ----------------------------- |
| Triplette senior        | Sénégal             | Tunisie         | Maroc Bénin                   |
| Tir de précision senior | Khaled Boughriba    | Charles Mbenoun | Ibrahim Atano Marcel Gbétablé |
| Coupe des nations       | République du Congo | Niger           |                               |

### Femmes
| Épreuve                 | Or                                                                    | Argent                                                                       | Bronze                       |
| ----------------------- | --------------------------------------------------------------------- | ---------------------------------------------------------------------------- | ---------------------------- |
| Triplette senior        | Tunisie - Mouna Béji - Asma Belli - Ahlem Hadj Hassan - Ameni Letaief | Maroc - Soukaina Gourar - Kaoutar Ben Abdellah - Nadia Ismaili - Safaa Nmiri | Bénin                        |
| Tir de précision senior | Soukaina Gourar                                                       | Mouna Béji                                                                   | Florence Kanzié Marie Kpegan |
| Coupe des nations       | Burkina Faso                                                          | Togo                                                                         |                              |